# Rhynchospora corymbosa
Rhynchospora corymbosa är en halvgräsart som först beskrevs av Carl von Linné, och fick sitt nu gällande namn av Nathaniel Lord Britton. Rhynchospora corymbosa ingår i släktet småag, och familjen halvgräs. IUCN kategoriserar arten globalt som livskraftig. Inga underarter finns listade i Catalogue of Life.